# Too Kyo Games
Too Kyo Games, LLC (トゥーキョーゲームス, Tū Kyō Gēmusu) est une société japonaise de développement de jeux vidéo créé par des anciens employés de Spike Chunsoft. Elle a été créée en 2017 par le créateur de la série Danganronpa, Kazutaka Kodaka, le compositeur Masafumi Takada (en), l'illustrateur Rui Komatsuzaki (en) et le directeur de Zero Escape, Kotaro Uchikoshi.

## Histoire

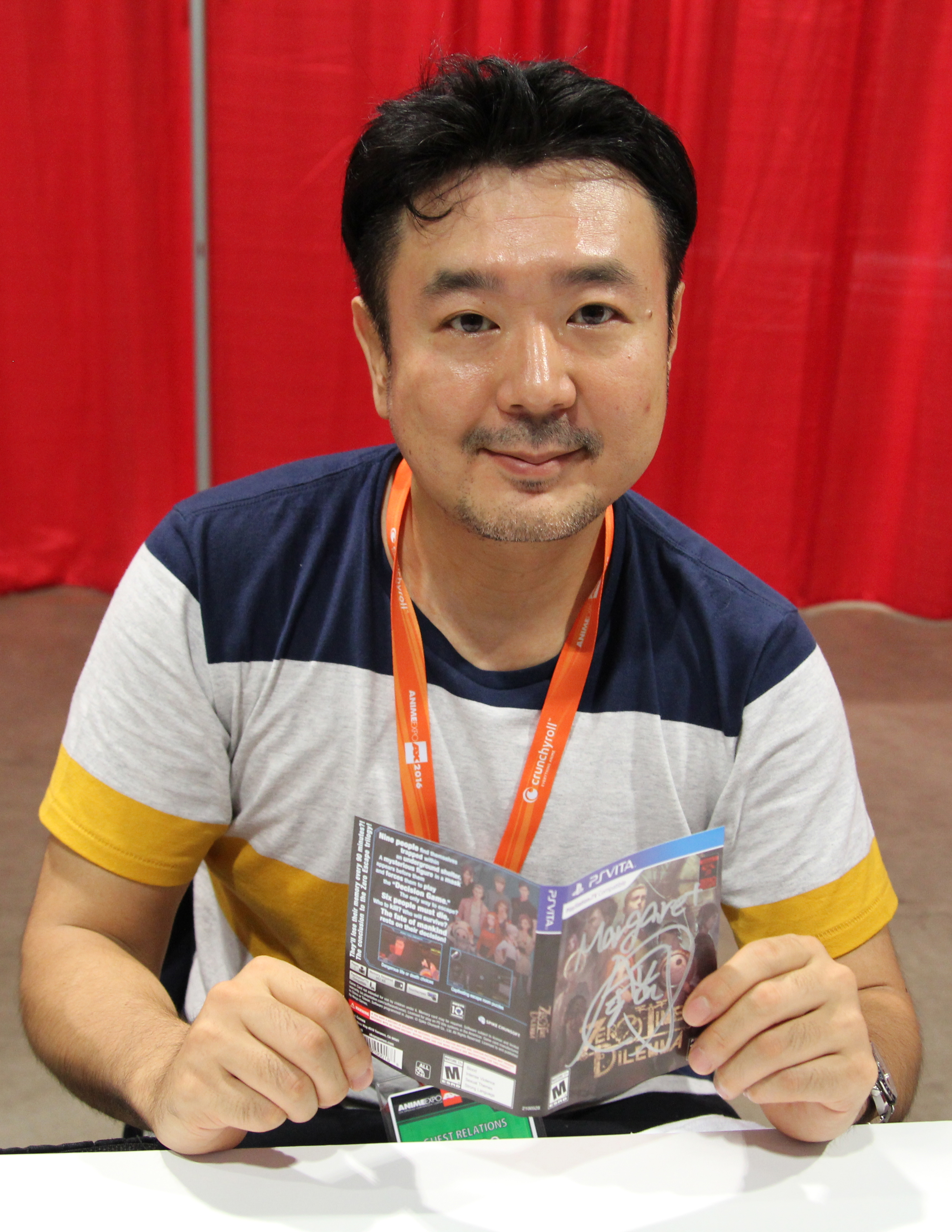
Kotaro Uchikoshi (photo), Kazutaka Kodaka, Rui Komatsuzaki et Masafumi Takada sont les principaux membres de l'entreprise.

Kazutaka Kodaka, le scénariste de la franchise Danganronpa de Spike Chunsoft, a commencé à réfléchir à la création d'une nouvelle société de développement où il pourrait se consacrer à de nouveaux projets, à la suite de l'achèvement de l'anime Danganronpa 3 (2016) et du jeu vidéo Danganronpa V3 (2017). Il en a discuté avec le character designer et le compositeur de Danganronpa, Rui Komatsuzaki (en) et Masafumi Takada (en), qui étaient également intéressés par l'idée. C'est Takada qui fonde l'entreprise en 2017, car il avait déjà participé au lancement d'autres entreprises. Kodaka a également invité d'autres personnes à rejoindre la société, notamment Kotaro Uchikoshi, réalisateur et scénariste de la série Zero Escape de Spike Chunsoft ; Shimadoriru, illustrateur de Danganronpa ;  Takumi Nakazawa (en), réalisateur et co-scénariste de la série Infinity de KID ; et Yoichirou Koizumi, romancier de Danganronpa. Kodaka, Takada, Komatsuzaki et Uchikoshi sont les principaux membres de l'entreprise. Le nom de la société est un jeu de mots sur Tokyo - où ils sont basés - et le mot japonais kyō (狂, "fou") , signifiant ainsi « Jeux trop fous ».
L'existence de la société a été révélée publiquement en septembre 2018, annonçant que quatre projets étaient en cours de développement,,,,. Trois d'entre eux se sont révélés être les jeux World's End Club (en) et Master Detective Archives: Rain Code, aux côtés d'un anime appelé Akudama Drive. Le développement de Rain Code avait débuté en 2016, avant le départ de Kazutaka Kodaka de Spike Chunsoft. En plus de ces quatre projets, la société a annoncé et publiée le jeu Death Come True en 2020, et a annoncé le projet vidéoludique et anime Tribe Nine (en). Le but de l'entreprise, selon Kodaka, est de créer de nouvelles propriétés intellectuelles, et pour le personnel de créer leurs propres projets de jeux indépendants. Il a également mentionné qu'il aimerait toujours revenir à la franchise Danganronpa à un moment donné dans le futur.

## Travaux

### Jeux vidéo
| Année   | Titre                                 | Éditeur        | Plateforme                                                   | Remarques                        | Réf.   |
| ------- | ------------------------------------- | -------------- | ------------------------------------------------------------ | -------------------------------- | ------ |
| 2020    | Death Come True                       | IzanagiGames   | Android, iOS, macOS, Nintendo Switch, PlayStation 4, Windows | Co-développé avec Esquadra       | ,      |
| 2020    | World's End Club (en)                 | IzanagiGames   | iOS, macOS, Nintendo Switch, Windows                         | Co-développé avec Grounding      | [ 12 ] |
| 2023    | Master Detective Archives: Rain Code  | Spike Chunsoft | Nintendo Switch                                              | Co-développé avec Spike Chunsoft | [ 13 ] |
| 2024    | Master Detective Archives: Rain Code+ | Spike Chunsoft | Windows, Playstation 4, Playstation 5, Xbox Series           | Co-développé avec Spike Chunsoft | [ 13 ] |
| À venir | Tribe Nine (en)                       | Akatsuki       | À venir                                                      | NC                               | [ 14 ] |

### Anime
| Année | Titre           | Remarques                               | Réf.   |
| ----- | --------------- | --------------------------------------- | ------ |
| 2020  | Akudama Drive   | Co-produit avec Pierrot                 | [ 15 ] |
| 2022  | Tribe Nine (en) | Co-produit avec Liden Films et Akatsuki | [ 16 ] |